# Episodi de Il re d'inverno - Artù, dal mito alla leggenda
La prima e unica stagione della serie televisiva Il re d'inverno - Artù, dal mito alla leggenda (The Winter King), composta da dieci episodi, è stata trasmessa sul canale statunitense via cavo MGM+ dal 20 agosto al 5 novembre 2023. Nel Regno Unito è stata distribuita sulla piattaforma streaming ITVX in due parti separate: la prima parte il 21 dicembre 2023, mentre la seconda il 27 dicembre seguente.
In Italia è stata pubblicata in due parti separate su TIMvision: la prima parte il 6 dicembre 2023, mentre la seconda il 13 dicembre seguente.
| nº | Titolo originale | Titolo italiano | Prima TV USA      | Pubblicazione Italia |
| -- | ---------------- | --------------- | ----------------- | -------------------- |
| 1  | Episode 1        | Episodio 1      | 20 agosto 2023    | 6 dicembre 2023      |
| 2  | Episode 2        | Episodio 2      | 27 agosto 2023    | 6 dicembre 2023      |
| 3  | Episode 3        | Episodio 3      | 10 settembre 2023 | 6 dicembre 2023      |
| 4  | Episode 4        | Episodio 4      | 17 settembre 2023 | 6 dicembre 2023      |
| 5  | Episode 5        | Episodio 5      | 24 settembre 2023 | 6 dicembre 2023      |
| 6  | Episode 6        | Episodio 6      | 8 ottobre 2023    | 13 dicembre 2023     |
| 7  | Episode 7        | Episodio 7      | 15 ottobre 2023   | 13 dicembre 2023     |
| 8  | Episode 8        | Episodio 8      | 22 ottobre 2023   | 13 dicembre 2023     |
| 9  | Episode 9        | Episodio 9      | 29 ottobre 2023   | 13 dicembre 2023     |
| 10 | Episode 10       | Episodio 10     | 5 novembre 2023   | 13 dicembre 2023     |